# ألدن ماسون
ألدن ماسون (بالإنجليزية: Alden Mason)‏ هو رسام أمريكي، ولد في 14 يوليو 1919، وتوفي في 6 فبراير 2013.